# Dame tu cosita
Dame tu cosita (spanisch für Gib mir dein kleines Ding) ist ein Reggaeton-Lied des panamaischen Musikers El Chombo, das er zusammen mit dem jamaikanischen Dancehall-Musiker Cutty Ranks produziert hat. Es wurde ursprünglich im Jahr 1997 aufgenommen, aber im Jahr 2018 als Single verlängert und veröffentlicht. Ein Remix mit Pitbull und Karol G wurde am 29. August 2018 veröffentlicht. Es wurde von Afro Bros produziert.

## Geschichte
Der Song wurde zuerst in dem Album Cuentos De La Cripta 2 im Jahr 1997 veröffentlicht, wo eine kurze Version des Songs unter dem Namen Introducion B (El Cosita Remix) erschien. Chombo zeichnete 2018 mit dem französischen Musiklabel Juston Records eine erweiterte Version des Songs auf.
Am 16. Oktober 2017 hat ein Dailymotion-Benutzer eine Animation eines grünen Alien-Tanzes zu einem Remix von „Introducion B“ unter dem Video-Namen „Popoy – Dame Tu Cosita“ hochgeladen. Dieses Video war ein Remake einer älteren Version. Das Video wurde dann im Februar 2018 auf YouTube hochgeladen und wurde zum Internetphänomen.
Auf verschiedenen Apps wie Musical.ly/TikTok und in Webvideos versuchte eine große Anzahl von Personen, die Bewegungen des Aliens nachzumachen. Dies führte dazu, dass viele versuchten zu dem Lied zu tanzen und die Musical.ly-App bekannter wurde.

## Musikvideo
Das Musikvideo zeigt eine Computeranimation eines Alien der zum kompletten Remix von Dame tu cosita tanzt. Das Musikvideo wurde von Sihem OUILLANI und Animated by Artnoux produziert. Ab dem 28. September 2018 hat das Video über 800 Millionen Aufrufe auf YouTube erhalten.

## Rezeption

### Charts und Chartplatzierungen
| ChartsChartplatzierungen       | Höchstplatzierung | Wochen |
| ------------------------------ | ----------------- | ------ |
| Vereinigte Staaten (Billboard) | 36 (9 Wo.)        | 9      |

### Auszeichnungen für Musikverkäufe
| Land/Region               | Auszeichnungen für Musikverkäufe (Land/Region, Auszeichnung, Verkäufe) | Verkäufe |
| ------------------------- | ---------------------------------------------------------------------- | -------- |
| Polen (ZPAV)              | Gold                                                                   | 25.000   |
| Vereinigte Staaten (RIAA) | 7× Platin                                                              | 420.000  |
| Insgesamt                 | 1× Gold · 7× Platin ·                                                  | 445.000  |